# П'єр Паоло Пазоліні
П'єр Пао́ло Пазолі́ні (італ. Pier Paolo Pasolini; *5 березня 1922, Болонья — †2 листопада 1975) — італійський письменник, сценарист, кінорежисер.

## Життєпис
Народився 5 березня 1922 року в Болоньї. Мати — проста селянка, батько — представник італійського аристократичного роду. Батько з родиною не жив і Пазоліні з матір'ю зазнали значної матеріальної скрути.

### Поетична творчість
Пазоліні, вважається одним з найвідоміших сучасних італійських поетів. Він почав писати вірші у 17, а в 19 їх вже друкували. Після закінчення Болонського університету викладав літературу і мову у Фріулі, а 1942 року видав першу збірку віршів, згодом пише і видає поезію, романи, теоретичні праці, виступає як кіносценарист. Кар'єра викладача не склалась.
У 1957 році його збірка віршів «Попіл Грамші» отримала премію Віареджо. Пізніше, коли Пазоліні подався в кінематограф, він створюватиме кінострічки за відомими літературними творами, серед яких «Кентерберійські оповідання», «Декамерон», «Цар Едіп», «Медея», «Євангеліє від Матвія» тощо. Деякі стрічки створені за романами самого Пазоліні.
Вірші Пазоліні входять до шкільної програми в Італії.

### Кіно
Пазоліні належить близько 15 сценаріїв фільмів, серед яких «Кістлява кума» Бернардо Бертолуччі і «Ночі Кабірії»  Федеріко Фелліні.
Як режисер дебютував 1961 року фільмом «Аккатоне» — екранізацією власного роману про життя римських нетрів. Наступного року — 1962-го — знімає «Маму Рому». Перші роботи режисера — це творче переосмислення неореалізму. Пазоліні досліджує життя і психологію італійських маргіналів, до яких належав і сам, людей суспільного дна, вперше вивівши на екран їхню своєрідну мову і культуру. Він на той час ідеалістично уявляв, що талановиті і енергійні юнаки переростуть суспільні і власні недоліки і змінять важку і жорстоку реальність. Цього не сталося, і через декілька років Пазоліні гірко зауважив, що чим більше він живе на світі, тим менше вірить в людство.
В подальших кінороботах за драматургійну основу використовував переважно класичні твори — «Євангеліє від Матвія» (1964), «Цар Едіп» (1967), «Декамерон» (1970), «Кентерберійські оповідання» (1972), «Медея» (1969), «Сало, або 120 днів Содому» (1975). Власне, нині всі роботи режисера — безперечна класика кіна. Додамо до вже названих також «Птахи великі і малі» (1965), «Теорема» (1968), «Свинарник» (1969), «Квітка тисячі й однієї ночі» (1974).
До кінорежисера зі скандальною славою потягли руки жовта преса і ненажерлива поп-культура. Він був постійним об'єктом пересудів, пліток, скандальної хроніки, бо і сам давав для цього багато приводів. Журналісти підрахували, що за період у 20 років Пазоліні мав близько 30 судових справ. За життя він був кіноіконою.

### Смерть
2 листопада 1975 року П'єра Паоло Пазоліні було убито неподалік від Рима за й досі нез'ясованих обставин. Слідством було встановлено, що убивцею Пазоліні був сімнадцятилітній гомосексуал, чи то його коханець, чи то повія.
Однак, незважаючи на висновки слідства та рішення суду, багато хто припускає в убивстві Пазоліні політичні мотиви, знаходячи тому різні непрямі підтвердження.
Існують й інші версії, зокрема не дуже популярна серед дослідників версія близького друга Пазоліні художника Джузеппе Дзігаіни, згідно з якою Пазоліні сам зрежисував власне вбивство, зробивши свій останній творчий жест — продумане самогубство, довівши до крайності власний міф про жертвопринесення.

## Особисте життя
П'єр Паоло Пазоліні був геєм і не приховував цього після того як у 1949 році йому влаштували аутинг його політичні опоненти. Через що була знищена його викладацька кар'єра.
У 1963 році Пазоліні зустрів «велику любов свого життя», п'ятнадцятирічного Нінетто Даволі, якого він пізніше зняв у своєму фільмі 1966 року «Uccellacci e uccellini» (буквально «Птахи великі й малі», але перекладеному на англійську мову як «Яструби і горобці»). Пазоліні став наставником і другом юнака. «Хоча їхні сексуальні відносини тривали всього кілька років, Нінетто продовжував жити з Пазоліні і був його постійним компаньйоном, а також з'являвся ще в шести фільмах Пазоліні».

## Фільмографія
Режисер
| Рік  | Оригінальна назва                | Українська назва            | Нотатки                                                     |
| ---- | -------------------------------- | --------------------------- | ----------------------------------------------------------- |
| 1961 | Accattone                        | Аккатоне                    |                                                             |
| 1962 | Mamma Roma                       | Мама Рома                   |                                                             |
| 1963 | Ro.Go.Pa.G.                      | РоГоПаГ                     | Новела Овечий сир                                           |
| 1964 | Il vangelo secondo Matteo        | Євангеліє від Матвія        |                                                             |
| 1966 | Uccellacci e uccellini           | Птахи великі і малі         |                                                             |
| 1967 | Le streghe                       | Відьми                      | Епізод Земля, побачена з Місяця                             |
| 1967 | Edipo re                         | Цар Едіп                    |                                                             |
| 1968 | Teorema                          | Теорема                     | Роман Пазоліні Теорема також був опублікований 1968.        |
| 1969 | Amore e rabbia                   | Любов і лють                | Епізод З паперовою квіткою                                  |
| 1969 | Porcile                          | Свинарник                   |                                                             |
| 1969 | Medea                            | Медея                       |                                                             |
| 1971 | Il Decameron                     | Декамерон                   | В основу фільму покладений роман Джованні Бокачо Декамерон. |
| 1972 | I Racconti di Canterbury         | Кентерберійські оповідання  |                                                             |
| 1974 | Il fiore delle Mille e una Notte | Квітка тисячі й однієї ночі |                                                             |
| 1975 | Salò o le 120 giornate di Sodoma | Сало, або 120 днів Содому   |                                                             |

## Погляди
Митець крайніх лівих поглядів, Пазоліні протистояв комерціалізації кіна і став чимось на зразок духовного учителя для цілого кінопокоління. Він намагався «реабілітувати фізичну реальність людської плоті на екрані в її художньому і філософському аспектах, вважаючи неприпустимим віддавати цю сферу на відкуп комерційному кіно».

## Книги
- «Вірші в Казарсі» (Poesie a Casarsa. Bologna: Libreria Antiquaria, 1942)
- «Відчайдухи» (або «Шпана»: Ragazzi di vita. Milano: Garzanti , 1955)
- «Попіл Грамші» (Le ceneri di Gramsci. Milano: Garzanti, 1957)
- «Жорстоке життя» (Una vita violenta. Milano: Garzanti, 1959)
- «Аккатоне», кіносценарій (Accattone. Roma: FM (poi in: All dagli occhi azzurri), 1961)
- «Релігія —мого часу» (La religione del mio tempo. Milano: Garzanti, 1961)
- «Теорема» (Teorema. Milano: Garzanti, 1968)

## Нагороди та номінації
- Премія «Срібна стрічка» (1965): Найкращий режисер («Євангеліє від Матвія»)

- Каннський кінофестиваль:

Переможець в категоріях: Найкращий сценарій
1958 — «Молоді чоловіки»
Велика спеціальна премія журі
1974 — «Квітка тисячі й однієї ночі».
- Берлінський кінофестиваль:

Переможець в категоріях: Золотий ведмідь
1972 — «Кентерберійські оповідання»
Особлива премія журі
1971 — «Декамерон».
- Венеційський кінофестиваль:

Переможець в категоріях: Спеціальна премія
1964 — «Євангеліє від Матвія».